# Georgi Leontjewitsch Stadnikow
Georgi Leontjewitsch Stadnikow, (russisch Георгий Леонтьевич Стадников; * 5. Januarjul. / 17. Januar 1880greg. in  Wjasowok, Gouvernement Jekaterinoslaw, Russisches Reich; † 18. Februar 1973) war ein sowjetischer Chemiker (Organische Chemie, Chemie von Kohle und Torf, Petrochemie, Geologie).

## Leben
Stadnikow machte 1904 seinen Abschluss in Chemie an der Lomonossow-Universität. 1913 wurde er Professor an der Noworossijskij-Universität in Odessa. Er wurde 1920 das erste Mal von der Tscheka verhaftet, machte aber dann Karriere im Bereich Chemie von Kohle und Torf. 1922 gründete er das Labor für Kohlenchemie (das spätere All-Unions-Institut für Bergbau und Bodenschätze) und war an verschiedenen Moskauer Instituten. 1938 wurde er erneut verhaftet (für Teilnahme an einer nationalsozialistischen Organisation in der Akademie der Wissenschaften) und bis 1955 in Workuta inhaftiert (wo er bald aber auch ein Labor leitete). Bei seiner Verhaftung 1938 war er schon international bekannt. Nach der Entlassung war er am Institut für Öl der Akademie der Wissenschaften in Moskau.
Er forschte zunächst über Torf, dann Kohle, Asphalt, Ölschiefer und andere Bereiche der Petrochemie. Insbesondere studierte er chemische Prozesse bei der Entstehung von Kohle und Öl, was er teilweise am Balchaschsee studierte (Ölschiefer-Entstehung anhand einer speziellen bituminösen Ablagerung am See).
Nach ihm und Nikolai Dmitrijewitsch Selinski (Zelinsky) ist die Aminonitrilsynthese nach Zelinsky und Stadnikov benannt (Addition von Alkalicyaniden an die Carbonylgruppe von Aldehyden, 1906).
1957 veröffentlichte er ein Buch über andere mit ihm verhaftete Geologen (Глинистые породы).

## Schriften
- Die Chemie der Kohlen, Stuttgart: Enke 1931 (Russische Ausgabe 1932)
- Ursprung von Kohle und Öl (Russisch), Moskau, Leningrad 1937
- Chemie der Ölschiefer (Russisch), 1933
- Chemie des Torfs (Russisch), 1932
- Chemie der Kokskohlen (Russisch), 1934
- Fossile Kohlen, Ölschiefer, bituminöse Gesteine, Asphalte und Erdöle (Russisch), 1936
- Selbstentzündung von Kohlen (Russisch), 1956